# Neue Sachlichkeit (Literatur)
Die Neue Sachlichkeit ist eine Richtung der Literatur der Weimarer Republik. In den ihr zugerechneten Werken ist die zwischen den Weltkriegen hervortretende Tendenz zu illusionslos-nüchterner Darstellung von Gesellschaft, Erotik, Technik und Weltwirtschaftskrise als Reaktion auf den literarischen Expressionismus erkennbar. Die Vertreter der Neuen Sachlichkeit in der Literatur sind dem späten Naturalismus verbunden, doch von ihm unterschieden durch ein ernüchtertes politisch-soziales Bewusstsein und durch Aufgeben des pseudo-naturwissenschaftlichen Objektivitätsanspruchs. In anderen europäischen und in der US-amerikanischen Literatur gibt es in den 1920er und 1930er Jahren verwandte Strömungen.
Wer als erster den Begriff Neue Sachlichkeit benutzt hat, ist unklar. Als Namensgeber genannt werden Otto Dix (1922) und Gustav Friedrich Hartlaub (1923). Beide beziehen den Begriff auf eine Kunstrichtung mit Merkmalen, die denen der Neuen Sachlichkeit in der Literatur vergleichbar waren. Die Kunstausstellung Neue Sachlichkeit in Mannheim 1925 könnte als Beginn der Dominanz der Neuen Sachlichkeit als Epochenstil gesehen werden. 1926 wurde die Bezeichnung von der niederländischen Kunstzeitschrift De Stijl auf die Literatur übertragen.
Aufstieg und Niedergang des Stils der Neuen Sachlichkeit sind in Deutschland eng mit der Geschichte der Weimarer Republik (1919–1933) verbunden. Der Niedergang der Neuen Sachlichkeit begann mit der Weltwirtschaftskrise 1929. Mit der Machtübernahme der Nationalsozialisten im Jahr 1933 begann eine neue Blütezeit pathetisch-ideologischer Literatur. Der demokratiefreundliche Gehalt der Schriften der Autoren der Neuen Sachlichkeit führte zur Verbrennung ihrer Bücher, teils auch zur Verhaftung der Autoren, denen es nicht gelungen war, rechtzeitig ins Exil zu flüchten.

## Anliegen
Ein Ziel der damaligen Schriftsteller war die objektive und genaue Wiedergabe der Realität. Man wollte den Menschen Leitbilder geben, um in der neuen Massen- und Mediengesellschaft bestehen zu können. Man reagierte auf das Pathos des Expressionismus und schrieb desillusionierte Texte. Die Neue Sachlichkeit wollte in ihren Schriften die Alltagssorgen der Menschen widerspiegeln. Breite Teile der Bevölkerung sollten durch diese neue Literatur am kulturellen Leben teilhaben. Man beschrieb die Realität exakt und ohne Übertreibungen, um die Menschen durch diese Missstände wachzurütteln und so die Gesellschaft zu verändern. Die Bevölkerung sollte durch die „Massenkultur“ für die Demokratie begeistert werden.

## Merkmale
Die Beobachtung und Abbildung der äußeren Wirklichkeit, wie die Konstruktion des Lebens auf der Basis von Fakten, bestimmt die „neusachliche“ Literatur der 1920er- und 1930er-Jahre und schlägt über die Verwendung der Montage die Brücke zum Film. Tendenz ist die Rückkehr zum verlässlichen Äußeren – die expressionistische Vorstellung vom visionären Dichter als „geistigem Führer“ scheint in einer durch den Krieg desillusionierten und dabei immer deutlicher vom Geist des technischen Fortschritts dominierten Welt nicht mehr adäquat. „Es handelt sich nicht mehr darum zu ‚dichten’. Das Wichtigste ist das Beobachtete.“ schrieb Joseph Roth 1927 im Vorwort seines Romans Die Flucht ohne Ende. Bereits hier entbrennt eine Diskussion über die Angemessenheit und Beschaffenheit dieser Sachlichkeit, die zwischen Vorwürfen der affirmativen Haltung und Bekräftigung ihres kritischen Potentials schwankt. Während die einen die Wirkung der unmittelbar beobachteten „Krassheit“ der Realität betonen, kritisieren andere, dass ohne die verbindende und einordnende Instanz des Denkens überhaupt keine Erkenntnis über die Wirklichkeit zu erlangen sei.
Die Autoren waren meist demokratisch orientiert oder wollten eine sozialistische Räterepublik. Oft hatten sie auch eine links-liberale Haltung.
Inhalte und Themen:
Die Dichter orientierten sich an der Realität. Sie gingen in ihren Texten auf die damalige Gesellschaft und auf deren Probleme ein, z. B. die Armut vieler Menschen, aber auch auf die Faszination der Technik. Die Umgebung wurde nüchtern und realistisch dargestellt. Die Autoren waren mit der damaligen Zeit eng verbunden und beschreiben sie in ihren Texten. Die soziale, politische und wirtschaftliche Wirklichkeit der Weimarer Republik (z. B. Hans Fallada: Kleiner Mann – was nun?), die Nachwirkungen des Ersten Weltkrieges, die Inflation und die Maschinenwelt (die schon im Expressionismus zum Thema geworden war) waren beliebte Motive.
Die Themen, die die Gesellschaft bewegten, fanden sich in der Literatur wieder. Die Figuren müssen mit den enormen gesellschaftlichen und technischen Veränderungen und Fortschritten leben. Diese schaffen oft soziale, wirtschaftliche und persönliche Probleme, mit denen die Akteure zurechtkommen müssen oder untergehen. Die Schriftsteller übten sich auch immer wieder in Gesellschaftskritik. Ebenfalls wurden historische Ereignisse aufgegriffen und auf andere moderne Personen übertragen (z. B. Joseph Roth: Hiob. Roman eines einfachen Mannes, Bezug zu Hiob aus dem Alten Testament); aber auch aktuelle Ereignisse wurden verarbeitet.
Sprache:
Die Handlung wurde meist nur kühl und distanziert beobachtet. Man schrieb ein Minimum an Sprache, dafür hatte diese ein Maximum an Bedeutung. Die Schriftsteller wollten so viele Menschen wie möglich mit ihren Texten erreichen, deshalb wurde eine einfache sowie nüchterne Alltagssprache verwendet. Diese war für jeden Leser verständlich, dadurch wurden breite und unterschiedlich gebildete Schichten der Bevölkerung erreicht. Die Autoren der Neuen Sachlichkeit verfassten die Texte im Stil einer dokumentarisch-exakten Reportage und strebten nach Objektivität. Beliebt war auch die Montagetechnik. Dabei werden unterschiedliche Texte zusammengefügt, z. B. werden Zeitungsartikel oder Lieder mit in den Text eingebaut. In der Neuen Sachlichkeit ist die Bedeutung wichtiger als die Form.
Figuren:
Die Autoren schufen sachliche Figuren. Die Gefühle der Personen sind zwar vorhanden, aber werden kaum gezeigt. Oft sind Ingenieure, Arbeiter, Sekretärinnen, Angestellte oder Arbeitslose die Hauptfiguren, also einfache Leute aus der modernen Massengesellschaft. Diese Personen werden auf ihre gesellschaftliche und berufliche Position reduziert.

## Literarische Gattungen
Die Neue Sachlichkeit umfasste alle Gattungen der Literatur. Die am häufigsten verbreiteten sind hier mit je einem Beispiel aufgeführt:

### Gebrauchslyrik
Der Begriff wurde 1927 von Bertolt Brecht geprägt. Meist wurden Gedichte so bezeichnet, die aufgrund eines bestimmten Zweckes geschrieben wurden, um auf die Menschen zu wirken. Oft handeln sie von Problemen der damaligen Zeit, damit der Leser auf Missstände aufmerksam wird. Wie in der Neuen Sachlichkeit üblich, wurde alles in einer einfachen und leicht verständlichen Sprache formuliert, damit viele Menschen den Inhalt verstanden. Die Wirkung sollte sofort erfolgen. Die Gebrauchslyrik sollte einen Nutzen bzw. Gebrauchswert für den Leser haben. Vor allem in den 1920er Jahren war die Gebrauchslyrik eine beliebte Ausdrucksform. Wichtige Vertreter sind etwa Erich Kästner, Kurt Tucholsky und Bertolt Brecht.
Kurt Tucholskys Angestellte von 1926 ist ein Beispiel für Gebrauchslyrik. Tucholsky spricht Probleme der Angestellten in der Weimarer Republik sowie deren soziale Realität an. Die Angestellten müssen lange arbeiten und fürchten sich, noch entlassen zu werden. Der Leser soll auf diese Zustände aufmerksam gemacht werden. Gegenüber dem höhnenden Chef sind die Angestellten hilflos. Auch dass es keine Gewerkschaft gibt, dass sie sich nie „geeint“ haben, ist ein Problem. Die Sprache ist leicht verständlich und dadurch einprägsam. Das „Wenns Ihnen nicht paßt –: bitte!“ ist zum Schluss wie eine Handlungsaufforderung, diese Zustände zu ändern.

### Zeitroman
Ein Zeitroman versucht dem Leser umfassende Informationen über die Zeit, in der er handelt, zu vermitteln. Er geht besonders auf die oft schwierigen Lebensbedingungen ein, unter denen die Gesellschaft und der Einzelne leben müssen. Oft wird deshalb die Zeit kritisiert.
Ein bekanntes Beispiel für einen Zeitroman ist Im Westen nichts Neues, ein Antikriegsroman von Erich Maria Remarque, der 1929 veröffentlicht wurde. Der Roman handelt von Paul Bäumer, der sich im patriotischen Taumel freiwillig zum Kriegsdienst im Ersten Weltkrieg meldet. In den Schützengräben und zwischen den Toten verstummen alle seine Illusionen und patriotischen Gefühle. Nach und nach erkennen Paul und mit ihm die Leser die Sinnlosigkeit des Krieges. Am Ende stirbt Paul Bäumer. Der Krieg wird sehr genau beschrieben; wie üblich, ist der Roman leicht verständlich. Er hatte zum Ziel, die Menschen zu überzeugen, dass der Krieg entsetzlich ist und dass er das Leben vieler Menschen sinnlos zerstört.
Ein weiteres Beispiel für einen Zeitroman der Neuen Sachlichkeit ist Erich Kästners Fabian – Die Geschichte eines Moralisten aus dem Jahr 1931. Jakob Fabian, der Protagonist, ein arbeitsloser Germanist, durchstreift das Berlin der 1930er Jahre und studiert als Beobachter das Leben in dem Durcheinander des Niedergangs der Weimarer Republik. Kästners Roman ist eine Großstadtsatire, die die gesellschaftlichen Probleme durch Übertreibung anprangert und der Epoche einen Zerrspiegel vorhält. Der Autor orientiert sich an der Realität und wirft einen kritischen Blick auf die Gesellschaft und deren Probleme. Die soziale, politische und wirtschaftliche Wirklichkeit der Weimarer Republik ist dafür ein beliebtes Motiv. Der Protagonist des Romans zeigt typische Züge einer Figur der Neuen Sachlichkeit. Er ist ein einfacher Mann aus der modernen Massengesellschaft und zeigt kaum Gefühle bei der Verarbeitung aktueller Ereignisse, an denen er letztendlich scheitert. Kästners Fabian ist mit dem Minimum an Sprache und dem Maximum an Bedeutung somit ein typischer Zeitroman der Neuen Sachlichkeit.
Das Leben von berufstätigen jungen Frauen thematisiert Paula Schlier in ihrem Erstlingswerk Petras Aufzeichnungen oder Konzept einer Jugend nach dem Diktat der Zeit von 1926. Die Ich-Erzählerin berichtet von ihrem Alltag in verschiedenen Stationen: Als blutjunge Kriegskrankenschwester im Ersten Weltkrieg, als Stenotypistin im München der 1920er Jahre, als Journalistin bei Zeitungen. Schlier schildert die grauenvollen Verletzungen der Soldaten, die wirtschaftliche Not in Zeiten der Hyperinflation, die politische Radikalisierung und ökonomischen Machenschaften. In ihrem Buch finden sich die ersten Erwähnungen von sexueller Belästigung am Arbeitsplatz, eine der ersten expliziten Benennungen von sexuellem Missbrauch an Kindern, und Schlier kann – mit ihrem kritischen Kapitel über ihre Zeit als Stenotypistin in der Zeitung der Nationalsozialisten Völkischer Beobachter und über den Hitler-Putsch 1923 – als eine der ersten investigativen Journalistinnen des deutschsprachigen Raumes gelten. Eine Besprechung verwendet bereits 1926/1927 den Ausdruck „Neue Sachlichkeit“ für „Petras Aufzeichnungen“.

### Reportageliteratur
Das sind Texte, die in einem journalistischen Stil geschrieben sind. Es wird unmittelbar aus der Situation heraus, aber auch distanziert berichtet. Sachlich werden alle Fakten geschildert. Das bringt den Leser sehr nah an das Geschehen heran. Natürlich wird diese Literatur in einer einfachen Sprache verfasst, so dass jeder den Inhalt versteht. Sie zeichnet sich ebenfalls durch ein hohes Maß an Objektivität aus. Die Reportageliteratur hat einen hohen Wahrheitsanspruch und ist so geschrieben, dass sie eine spannende Erzählung wird.
Der Rasende Reporter von Egon Erwin Kisch ist solch eine Sammlung von Reportagen. Oft handeln die Texte an ungewöhnlichen Orten in ganz Europa. Mit knapper Sprache werden einige Informationen genannt. Es ist ein einfacher Bericht der Tatsachen, unterlegt mit einem teilweise trockenen Humor. Kisch geht dabei genau und sorgfältig auf die Handlungsumgebung ein. Als Begründung für sein Schreiben im Stil der Neuen Sachlichkeit führt der Autor an: „Nichts ist verblüffender als die einfache Wahrheit, nichts ist exotischer als unsere Umwelt, nichts ist fantasievoller als die Sachlichkeit. Und nichts Sensationelleres in der Welt gibt es, als die Zeit in der man lebt.“

### Episches Theater
Das epische Theater steht im Gegensatz zum aristotelischen Theater aus der Antike in Griechenland. Dabei wurde versucht, den Zuschauer mitfühlen zu lassen und ihn so zu bessern. Bertolt Brecht prägte das epische Theater. Er wollte den Zuschauer für politische Ideen begeistern. Es sollte so erzählt werden, dass die Menschen „aktiviert“ werden. Sie sollten sich mit dem Gesehenen auseinandersetzen und sich für eine Meinung entscheiden. Brecht wollte, dass die Handlung von den Schauspielern gezeigt wird und zugleich eine Bewertung erfolgt. Um nicht zu tief in die Handlung einzutauchen, wird das Stück immer wieder durch Lieder, Kommentierungen und Textprojektionen unterbrochen. Um Nachdenken bei Theaterbesuchern zu erzeugen, wollte er, dass man nicht zu sehr von dem Stück gefangen genommen wird. Deshalb hat Brecht immer wieder Unterbrechungen eingebaut. So erhält der Zuschauer Abstand zu dem Stück und zu den Darstellern, um alles besser zu begreifen. Er wollte, dass die Menschen durch das epische Theater über politische Ideen aufgeklärt werden. Der Zuschauer soll die im Stück aufgeworfenen Fragen selbst beantworten.
Die Dreigroschenoper von Bertolt Brecht wird zum Epischen Theater gezählt. Die Dreigroschenoper spielt im Londoner Stadtteil Soho im 19. Jahrhundert. Dieser Ort war zu der damaligen Zeit von zwielichtigen Gestalten sowie Prostituierten und Bettlern bevölkert. Insgesamt eine verruchte, unmoralische Welt. Die Handlung erzählt von dem Konkurrenzkampf zwischen einem Mafiachef und einem Verbrecher. Der Mann der Mafia erpresst Bettler und der Verbrecher hat gute Kontakte zum Londoner Polizeichef. Es geht um „Geschäfte“, einer bürgerlichen Tätigkeit, die jedoch im kriminellen Milieu ablaufen. Es kommt zu einer Verwischung zwischen Recht und Verbrechen. Es entsteht eine Synthese von Gut und Böse, die man nicht klar trennen kann. Brecht wollte so die gesellschaftlichen Strukturen (vulgo: den Kapitalismus) mit dem Verbrechen gleichsetzen. Er wollte, dass sich die Zuschauer damit auseinandersetzen und eine eigene Meinung über die nun fragwürdig erscheinenden bürgerlichen Machenschaften bilden.

### Kritisches Volkstheater
Das Volkstheater gab es schon im 19. Jahrhundert. Zu jener Zeit wurde gespielt, was das Volk sehen wollte. Häufig wurde im einheimischen Dialekt gesprochen. Jedoch ist das Volkstheater des 20. Jahrhunderts anders. Es handelt von Arbeitern, Angestellten, Handwerkern und Kleinbürgern. Oft wird Gesellschaftskritik geübt oder werden politische Ideen mit eingearbeitet. Die Stücke handeln von den politischen und wirtschaftlichen Problemen der damaligen Zeit.
Geschichten aus dem Wiener Wald von Ödön von Horváth, im Jahr 1931 in Berlin uraufgeführt, werden dem Kritischen Volkstheater zugerechnet. Die Geschichte spielt in Österreich in der Wachau, in der Josefstadt (Wien) und im Wienerwald. Es handelt von Marianne, der Tochter eines Spielwarenhändlers, der beinahe bankrott ist. Sie ist mit dem Fleischermeister Oskar verlobt. Allerdings lernt sie Alfred kennen, der von Wetten und fragwürdigen Geschäften lebt. Marianne ist noch unerfahren und so kann Alfred sie verführen. Kurz darauf zieht sie zu Alfred und bekommt ein Kind. Alfred findet Marianne aber bald lästig. Oskar mag Marianne immer noch, aber der Heirat steht das Kind im Weg, da er das Kind nicht aufnehmen will. Ihr Vater verstößt sie. In ihrer Not muss Marianne ihr Kind zu Alfreds Großmutter geben und fast nackt für „Lebende Bilder“ posieren. Sie hat kein Geld und stiehlt. Deswegen landet sie im Gefängnis. Dann kehrt sie zu ihrem Vater zurück, der ihr inzwischen verziehen hat. Auch Oskar ist nun bereit, mit dem Kind zu leben. Aber die Großmutter hat inzwischen das Kind sterben lassen, um ihren Enkel Alfred von dieser Last zu befreien. Nach diesem tragischen Vorfall geht Marianne mit Oskar davon. Das Theaterstück wird nicht, wie bei anderen Stücken, im Dialekt gesprochen. Oskar liebt zwar Marianne, aber als es darauf ankommt, bleibt er nicht standhaft. Im Stück werden eben solche sozialen Probleme behandelt. Frauen müssen arbeiten und ihre Kinder weggeben, um zu überleben.

## Bedeutung für Literaturgeschichte
Viele Schriftsteller hatten den Eindruck, dass in der Weimarer Republik aufgrund der rasanten technischen, politischen und sozialen Veränderungen traditionelle Themen irrelevant geworden seien, und setzten sich mit neuen Trends und Moden auseinander. Literatur musste als Ware, als welche sie seit damals von vielen in erster Linie betrachtet wird, massenwirksam vermarktet werden. Diese Veränderungen wirkten sich nachhaltig auf den Literaturbetrieb aus.
Die Neue Sachlichkeit schuf die Grundlage der heutigen Kulturszene in Deutschland. In der Zwischenkriegszeit modernisierte sich die deutsche Literatur auch durch Einbezug neuer Literaturgenres wie der Reportage.

## Sozialdiagnostischer Roman in den USA
In den USA entstand in den 1920er Jahren eine ähnliche literarische Strömung, die vor allem durch die Romane von Sinclair Lewis (Main Street, 1920) und Upton Sinclair vertreten wird, welche die Veränderungen der US-Gesellschaft mit fast ethnologischer Gründlichkeit darstellen. Dazu gehört auch Nigger Heaven (1926) von Carl Van Vechten über das Leben der Afroamerikaner und die Segregation in Harlem (nigger eaven bezeichnete die Empore in den Kirchen, die für die Schwarzen reserviert war). Ohne in die Ernsthaftigkeit des Naturalismus zurückzufallen, sind diese Arbeiten durch bissige Sozialkritik und Satire geprägt. Leo Lania notierte 1927: „Deutschland hat in seiner Epik der neuen Sachlichkeit eines Sinclair Lewis […] vorläufig nichts Aehnliches entgegenzusetzen. Womit gewiß kein Werturteil gefällt werden soll, sondern bloß eine soziale Erscheinung registriert sei.“ Zwischen dieser sozialdokumentarischen Strömung und dem sozialistischen Realismus sind die Romane John Steinbecks angesiedelt.

## Werke
Romane
- Kleiner Mann – was nun? (Hans Fallada)
- Fabian (Erich Kästner)
- Käsebier erobert den Kurfürstendamm (Gabriele Tergit)
- Menschen im Hotel (Vicki Baum)
- Erfolg (Lion Feuchtwanger)
- Im Westen nichts Neues (Erich Maria Remarque)
- Schloß Gripsholm. Eine Sommergeschichte (Kurt Tucholsky)
- Das kunstseidene Mädchen (Irmgard Keun)
- Jahrgang 1902 (Ernst Glaeser)
- Mario und der Zauberer (Thomas Mann)
- Petras Aufzeichnungen oder Konzept einer Jugend nach dem Diktat der Zeit (Paula Schlier), 1926 / 2018
- Berlin Alexanderplatz (Alfred Döblin)[11]

Erzählungen
- Die beiden Freundinnen und ihr Giftmord (Alfred Döblin)

Dramen
- Geschichten aus dem Wiener Wald (Ödön von Horváth)
- Italienische Nacht (Ödön von Horváth)

Gedichte
- Sachliche Romanze (Erich Kästner)
- Mascha Kaléko
- Kurt Tucholsky
- Joachim Ringelnatz

Auch in den Werken Franz Kafkas, Franz Jungs oder Arnold Zweigs treten Tendenzen der neusachlichen Richtung deutlich hervor.